# HRAS
GTPase HRas hay transforming protein p21 là một enzyme người được mã hóa bởi gen HRAS. Các gen HRAS nằm trên cánh ngắn (p) của nhiễm sắc thể 11 tại vị trí 15.5, từ cặp 522,241 đến cặp 525,549. HRas là một G protein nhỏ trong họ gen RAS của GTPases nhỏ. Khi gắn với Guanosine triphosphate, H-Ras sẽ hoạt hóa một Raf kinase như c-Raf, bước tiếp theo trong con đường MAPK/ERK.

## Chức năng
GTPase HRas tham gia điều hòa quá trình phân bào trong đáp ứng với sự kích thích yếu tố tăng trưởng. Yếu tố tăng trưởng hoạt động bằng cách gắn với các thụ thể trên màng tế bào. Một khi đã hoạt hóa, các thụ thể kích thích một loạt các sự kiện dẫn truyền tín hiệu trong bào tương, quá trình protein và chất truyền tin thứ hai chuyển tiếp tín hiệu từ bên ngoài tế bào đến nhân tế bào và chỉ thị cho các tế bào phát triển hay phân chia. Các HRAS protein là một GTPase và đóng vai trò rất sớm trong nhiều con đường dẫn truyền tín hiệu và thường liên quan với màng tế bào do có nhóm isoprenyl trên đầu C. HRAS hoạt động như một công tắc bật/tắt phân tử, khi bật nó thu nhận và hoạt hóa các protein cần thiết cho cho sự lan truyền tín hiệu của receptor, như c-Raf và PI 3-kinase. HRAS gắn với GTP trong trạng thái hoạt động và có một enzyme nội tại cắt đầu phosphate của nucleotide này thành GDP. Khi chuyển GTP thành GDP xong, HRAS tắt. Tốc độ biến đổi thường chậm, nhưng có thể được tăng tốc đáng kể bởi một protein phụ của nhóm protein hoạt hóa GTPase (GAP), ví dụ RasGAP. Lần lượt HRAS có thể bám vào protein của nhóm Guanine Nucleotide Exchange Factor (GEF), ví dụ SOS1, thúc đẩy giải phóng các nucleotid tiếp theo. Sau đó, GTP trong bào tương gắn vào và HRAS tách khỏi GEF, hoạt hóa HRAS. HRAS nằm trong nhóm  gen Ras bao gồm hai gen tiền ung thư khác là: KRAS và NRAS. Tất cả các protein này được điều hòa bởi cùng một phương pháp và khác nhau chủ yếu ở vị trí hoạt động động trong các tế bào.

## Ý nghĩa lâm sàng

### Hội chứng Costello
Ít nhất đột biến di truyền trên gen HRAS đã được xác định ở những người Costello hội chứng. Mỗi đột biến đó thay đổi một amino acid trong một khu vực quan trọng của HRAS protein. Đột biến phổ biến nhất là đột biến thay thế amino acid glycine  với các amino acid serine ở vị trí 12 (Gly12Ser hoặc G12S). Đột biến chịu trách nhiệm cho hội chứng Costello khiến HRAS protein hoạt động liên tục. Thay vì hoạt hóa sự phát triển tế bào trong phản ứng truyền tín hiệu từ bên ngoài tế bào, các protein hoạt động quá mức khiến các tế bào phát triển và phân chia liên tục. Sự phân bào không kiểm soát này có thể dẫn đến sự hình thành các khối u lành tính hoặc ung thư. Các nhà nghiên cứu chưa chắc chắn các đột biến ở gen HRAS gây ra các đặc điểm khác của hội chứng Costello như thế nào (chẳng hạn như, chậm phát triển tâm thần, đặc điểm trên mặt, và bệnh lý tim), nhưng nhiều dấu hiệu và triệu chứng có thể là hậu quả từ sự phát triển và phân chia bất thường của tế bào.

### Ung thư bàng quang
HRAS là một proto-oncogene. Khi bị đột biến, proto-oncogene khiến các tế bào bình thường trở thành tế bào ung thư.  Một số đột biến gen chỉ biểu hiện ở một số tế bào nhất định. Những thay đổi này gọi là đột biến soma và không di truyền. Đột biến soma của gen HRAS ở tế bào bàng quang liên quan với ung thư bàng quang. Đột biến ở gen HRAS cũng liên quan với tiến triển và tái phát sau điều tị của ung thư bàng quang.

### Các ung thư khác
Các nghiên cứu gần đây cho thấy đột biến HRAS có liên quan với ugn thư biểu mô tuyến giáp, ống nước bọt, epithelial-myoepithelial carcinoma, và ung thư thận. Số lượng bản copy DNA ccó chứa  HRAS cũng liên quan với outcome của bệnh nhân astrocytoma.
 